# Abdelkader Ben Khemis
Abdelkader Ben Khemis (arabe : عبد القادر بن خميس), né le 10 décembre 1942 au Kef et mort le 15 août 2016, est un homme politique tunisien.

## Biographie

### Professeur et figure de l'opposition
Docteur en chimie organique en 1980, Abdelkader Ben Khemis est maître conférencier à l'École nationale d'ingénieurs de Gabès, avant d'enseigner à Monastir. Il a par ailleurs été membre du syndicat de l'enseignement supérieur.
Figure de l'opposition dans le gouvernorat du Kef, il est membre fondateur d'Ettakatol, parti fondé en 1994, et du Conseil national pour les libertés en Tunisie (CNLT), une ONG fondée en 1998 et dont il devient secrétaire général.
Le 1er mars 2001, il est, selon Libération, « [brutalisé] par la police [...] alors qu'[il] se [rendait] à une cérémonie organisée par le CNLT dans un lieu privé ». Il dépose plainte le 4 avril, mais la plainte n'a aucune suite. Le 9 février 2006, il est « arrêté devant son domicile à Monastir par des agents et interrogé durant 3 heures au siège du district de la sûreté nationale », rapporte la porte-parole du CNLT, Sihem Bensedrine. Il est ensuite libéré, « après que des exemplaires du journal Kalima lui aient été confisqués ». En 2010, l'Observatoire pour la protection des défenseurs des droits de l'homme rapporte que, « lors d’une manifestation au Kef, [il] aurait été frappé par des policiers en civil ».

### Constituant
Le 23 octobre 2011, il est élu constituant dans la circonscription du Kef, sous l'étiquette d'Ettakatol. Il démissionne du parti, devient indépendant et rejoint Al Joumhouri, puis l'Alliance démocratique, avant d'être admis à la Voie démocratique et sociale.

### Décès
Mort le 15 août 2016 des suites d'une maladie, il est inhumé au cimetière Charfine.